# Caius Julius Saturninus
Pour les articles homonymes, voir Saturninus.
Caius Julius Saturninus (né à une date inconnue et mort en 281) est un usurpateur romain en 281.
Originaire de la province de Maurétanie, Saturninus est un ami de l'empereur Probus qui le nomme gouverneur de la province de Syrie.
En 281, profitant de la présence de l'empereur en Gaule romaine - pour y mater la rébellion de Proculus et de Bonosus -, Saturninus se rend à Antioche et se fait acclamer par les légions présentes dans la ville. Mais Probus triomphe vite des usurpateurs gaulois, les troupes d'autres garnisons d'Orient restées fidèles à l'empereur légitime marchent sur la ville et exécutent Saturninus.
Dans l'Histoire Auguste l'usurpation de Julius Saturninus est racontée dans le Quadrige des Tyrans dans un texte très largement fictif. L'existence historique du personnage est cependant avérée par des monnaies et le témoignage de Zosime.